# Binh Thuan
Binh Thuan (på vietnamesiska Bình Thuận) är en provins i södra Vietnam. Provinsen består av stadsdistriktet Phan Thiet (huvudstaden) och åtta landsbygdsdistrikt: Bac Binh, Duc Linh, Ham Tan, Ham Thuan Bac, Ham Thuan Nam, Phu Quy, Tanh Linh samt Tuy Phong. 
Historiskt var Binh Thuan del av kungariket Champa. År 1692 erövrades området av härskaren Nguyễn Phúc Chu som gav det namnet Binh Thuan Dinh. 